# Браун, Томас Эллстон
Томас Эллстон Браун (англ. Thomas Allston Brown, 16 января 1836, Ньюберипорт, Массачусетс, США — 2 апреля 1918, Филадельфия) — американский театральный критик, историк театра, публицист и агент. Наиболее известен как автор опубликованной в 1872 году «Истории американской сцены» (англ. History of the American Stage).